# Johannes-Gutenberg-Schule (Köln)

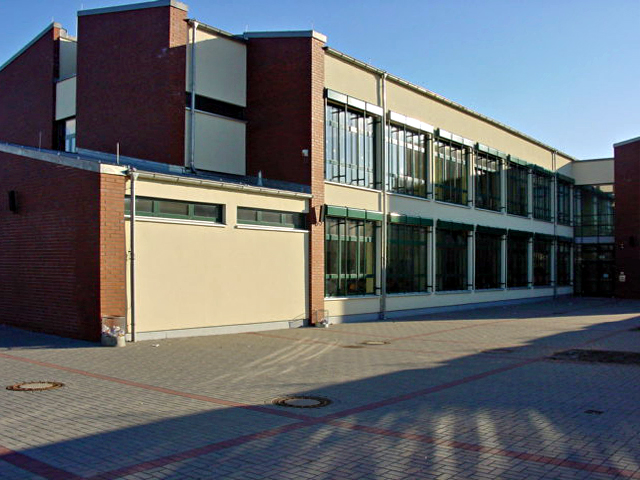
Erweiterungsbau von 2004, mit Haupteingang

Die Johannes-Gutenberg-Schule, Städtische Realschule Köln-Godorf, auch Johannes Gutenberg Realschule Köln, Johannes-Gutenberg-Realschule Köln-Godorf, Johannes-Gutenberg-Realschule Godorf und Realschule Godorf, ist eine städtische Realschule in der nordrhein-westfälischen Großstadt Köln. Sie wurde 1969 in der ehemaligen Gemeinde Rodenkirchen gegründet, die 1975 nach Köln eingemeindet wurde und seitdem einen Teil des gleichnamigen Kölner Stadtbezirks Rodenkirchen bildet. Innerhalb des Stadtbezirks ist die Schule im Stadtteil Godorf am Kuckucksweg gelegen.
Die mit moderner Informationstechnik ausgestattete Schule nutzt im Unterricht verstärkt neue Medien, zudem liegt einer ihrer Schwerpunkte beim Informatikunterricht. Die Fußball-Schulmannschaft erreichte 2012 das Bundesfinale der Schul Liga im Indoor soccer.

## Geschichte

### Gründung und Anfangsjahre
Am 14. März 1969 beschloss der Rat der ehemaligen Gemeinde Rodenkirchen, zum 1. August 1969 eine weiterführende Schule in Form einer Realschule für Jungen und Mädchen einzurichten. Die neue Schule nutzte zunächst das Gebäude der ehemaligen Montessori-Schule im damaligen Ortsteil Meschenich und erhielt dann zusätzliche Schulräume durch Aufstellung von Pavillons. Außerdem wurden Klassen in die Grundschule Immendorf und in einen Kellerraum der örtlichen Bücherei ausgelagert.

### Umzug 1972, Erweiterungen, neuer Schulträger
1972 erfolgte ein Umzug in das Gebäude der ehemaligen Johannes-Gutenberg-Hauptschule in Godorf. In den Folgejahren wurde die Schule baulich erweitert und gemäß den sich verändernden Erfordernissen einer Realschule ausgestattet. 1975 wurde Godorf nach Köln eingemeindet und die Schulträgerschaft ging an die Stadt Köln über. Infolge steigender Schülerzahlen wurden mehrere Jahre lang bis zu vier Klassen der Jahrgangsstufen 5 und 6 in einer Außenstelle der Schule in Köln-Sürth unterrichtet.

### Erweiterungsbau 2004, Sanierung des Altbaus, weitere Entwicklung
Nachdem 2004 ein Erweiterungsbau auf dem Schulgelände fertiggestellt wurde, konnte die Außenstelle in Sürth geschlossen werden. Bereits 2002 war eine neue Turnhalle mit einer Kletterwand gebaut worden. Anschließend erfolgte eine Sanierung des Altbaus. Im Rahmen einer Projektwoche wurde im Oktober 2006 ein Kunstobjekt im Außenbereich der Schule geschaffen.  In Zusammenarbeit mit der Jugendkunstschule Rodenkirchen entstand ein Wandmosaik, das den Namensgeber der Schule, Johannes Gutenberg, darstellt. 2008 erhielt die Schule eine Mensa, die täglich geöffnet ist.
Heute umfasst der Schulkomplex außer den Schulgebäuden u. a. zwei Turnhallen. Die neuen Außensportanlagen sind gegenwärtig (2012) noch in Bau. Die Schule verfügt über Unterrichtsräume, naturwissenschaftliche Fachräume, Fachräume für Informatik, spezielle Einrichtungen für Kunst und Musik sowie eine Schulküche und einen Technikraum. Die Aula ist mit einer Beschallungsanlage und einer Videogroßprojektionsanlage ausgestattet.

### Schulleiter
- Herbert Hunze (1969–1980)
- Siegfried Born (1980–1997)
- Wilma Wojtczak (1997–September 2008)
- Kommissarische Schulleitung: Michael Roske, Andreas Koch (Oktober 2008–Mai 2010)
- Michael Roske (2008 – Juli 2021)
- Andreas Koch (August 2021 – …)

## Architektur und Gebäude
Von 2001 bis 2004 erfolgte eine bauliche Erweiterung der Schule nach den Plänen des Kölner Architekten Siegfried Vogel. In Anlehnung an die vorhandene Gebäudestruktur wurde ein zweigeschossiger Erweiterungsbau in Atriumform erstellt, der Pult- und Flachdächer erhielt und mit einem Treppenhaus an den Altbau angebunden wurde. Der dabei entstandene Innenhof dient als Werkhof. Parallel zur Buchfinkenstraße wurde eine zweihüftige Anlage geschaffen.  Die Erweiterungsmaßnahmen beinhalteten u. a. 17 neue Klassenräume, zwei naturwissenschaftliche Räume, Maschinen-, Technik-, Kunst-, Textil- und Mehrzweckraum, eine als Selbstlernzentrum ausgebildete Schulbücherei und eine Mediothek, sowie Lehrer- und Elternsprechzimmer und einen Raum für die Schülervertretung. Auf dem Sportplatz der Schule wurde eine neue Turnhalle mit einer Kletterwand errichtet (Fertigstellung 2002), das freistehende Gebäude wurde ebenfalls mit einem Pultdach ausgestattet. Die Gesamtkosten beliefen sich auf etwa 8,4 Mio. Euro. Bauherr war die Gebäudewirtschaft der Stadt Köln.
Die Sanierungsarbeiten im Altbau wurden 2005 abgeschlossen, u. a. erfolgten eine Sanierung des Daches und der Fassaden, die Erneuerung der Fenster und ein Umbau im Verwaltungsbereich. Die Gesamtkosten hierfür beliefen sich auf etwa 1,2 Mio. Euro; Bauherr war ebenfalls die Stadt Köln.

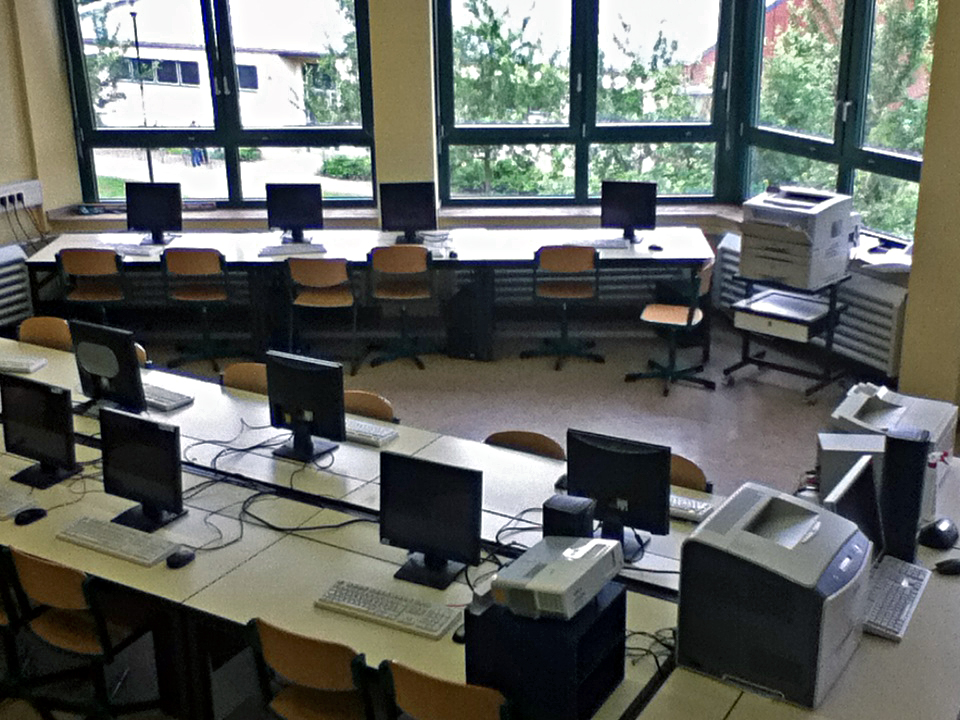
Einer der Computerräume der Schule
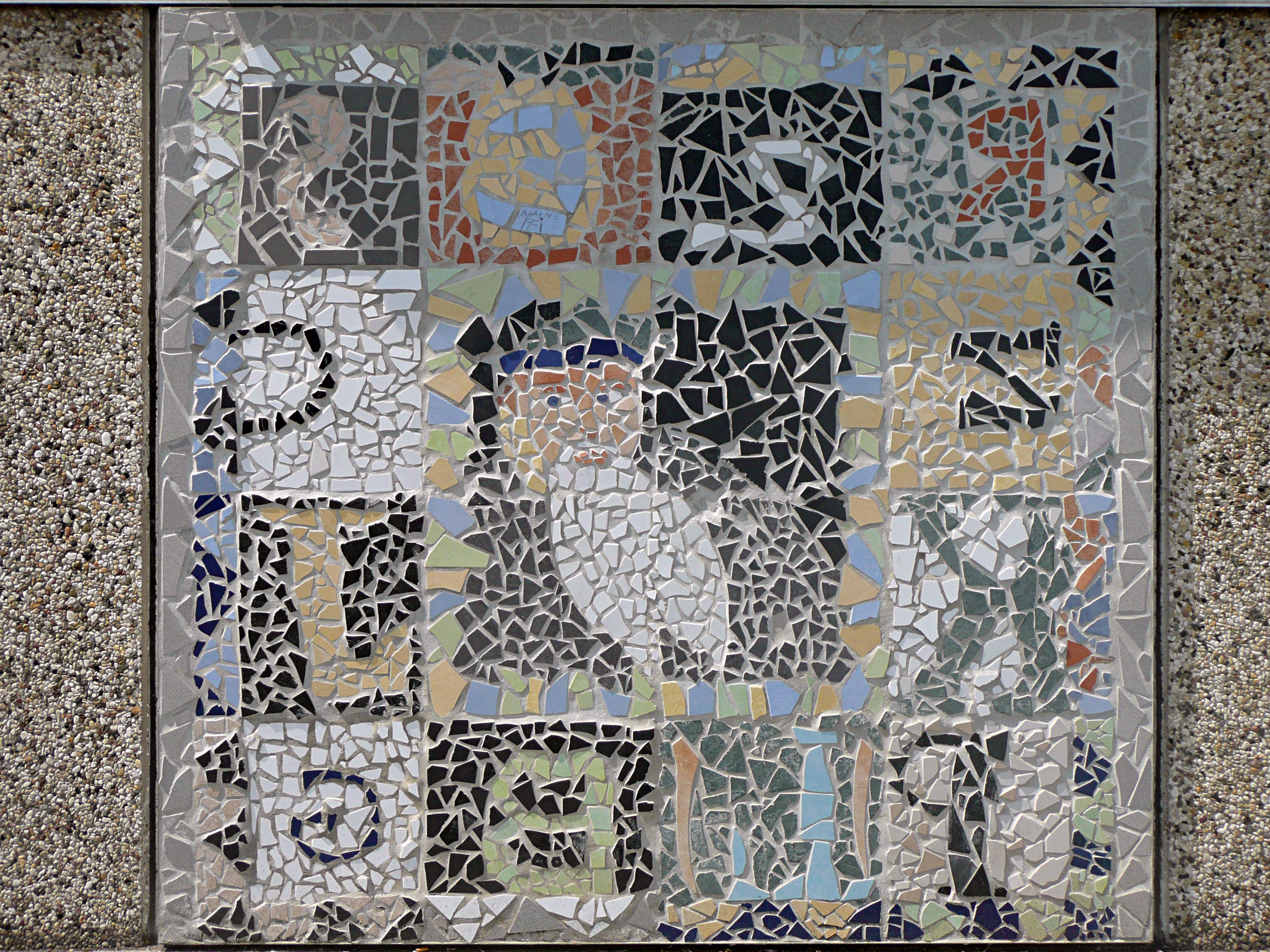
Wandmosaik mit Motiven zu Johannes Gutenberg
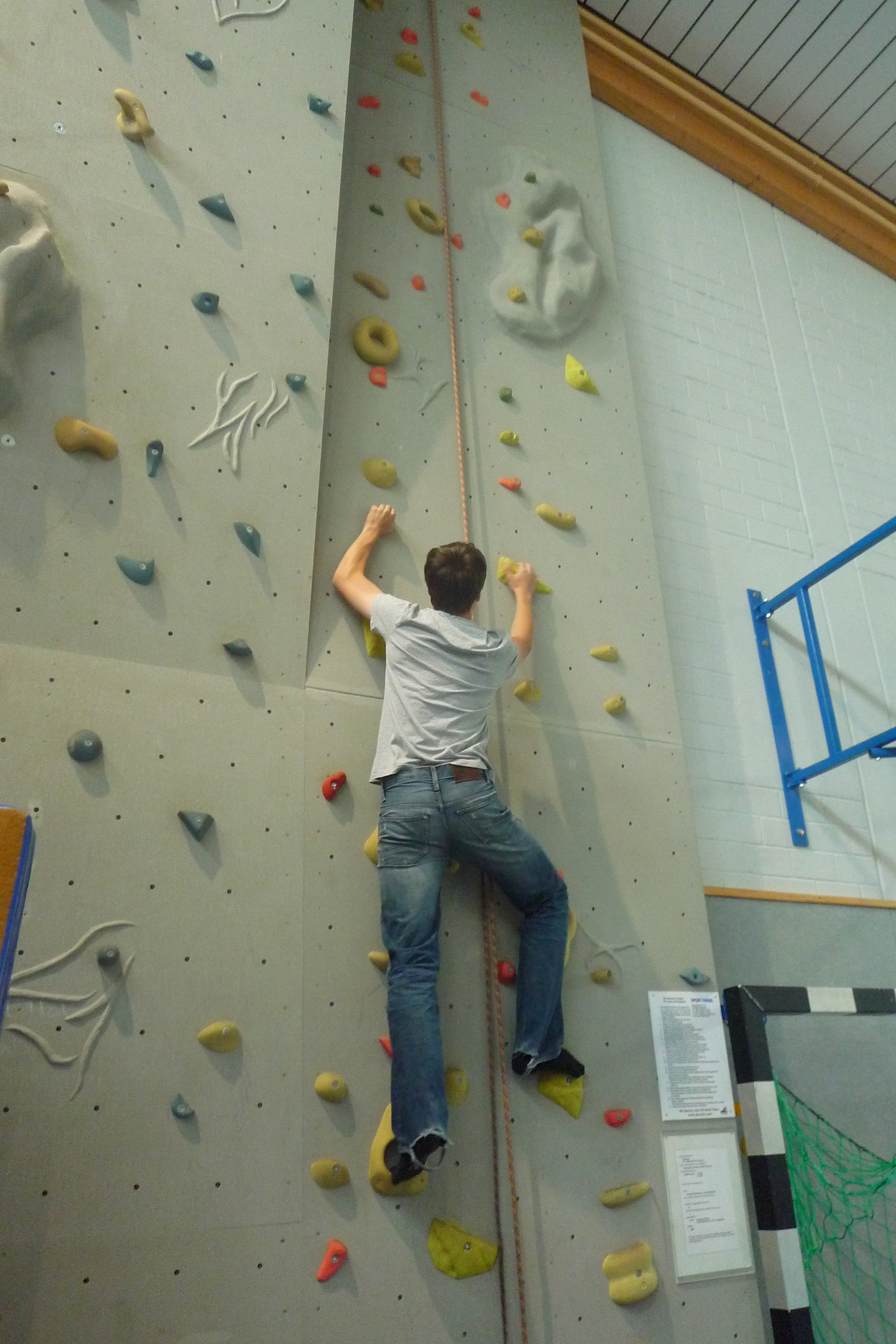
Kletterwand in der neuen Turnhalle von 2002

## Zahlen, Daten und Organisation
Das Kollegium umfasst im Schuljahr 2011/12 insgesamt 39 Lehrkräfte, die etwa 615 Schüler in 23 Klassen mit durchschnittlich 27 Schülern betreuen.
2004 lag die Schülerzahl bei 560 Schülern.
Die Johannes-Gutenberg-Schule Godorf ist die einzige Realschule im Kölner Stadtbezirk Rodenkirchen. Sie ist vierzügig ausgebildet und in drei Stufen unterteilt: Die Jahrgangsstufen 5 und 6 bilden die Erprobungsstufe, die Klassen 7 und 8 die Mittelstufe und die Klassen 9 und 10 die Oberstufe. In der Mittelstufe erfolgt eine Differenzierung nach den Neigungen der Schüler, indem u. a. einige Fächer in Kursen außerhalb des Klassenverbandes unterrichtet werden.
Im Jahr 2011 kamen etwa 15 Prozent der Schüler der Schule nicht aus dem Kölner Stadtgebiet, sondern aus dem Umland.

## Pädagogisches Konzept

### Allgemeines und Fremdsprachen
Das Leitbild der Schule lautet „We cannot command the wind, but we can set the sails!“ (Durham Board of Education; deutsch „Wir können den Wind nicht kommandieren, aber wir können die Segel richtig setzen!“). Ihr wesentliches pädagogisches Ziel ist neben der Vermittlung von Fachwissen die Vermittlung von fachübergreifenden Kompetenzen wie Lern- und soziale Kompetenzen. Methodisch setzt die Schule u. a. Neue Formen des Lehrens und Lernens (NLL) nach Klippert ein, aber auch andere Lernmethoden sowie verschiedene Formen des Methodentrainings der Schüler.
Als erste und verbindliche Fremdsprache wird in den Klassenstufen 5 bis 10 Englisch unterrichtet, in der 6. Klasse kommt Französisch als zweite Fremdsprache hinzu. Die Fortführung des Französischunterrichts oder die Wahl eines anderen Schwerpunktfachs wird zum Ende der 6. Klasse von den Schülern und ihren Erziehungsberechtigten entschieden. In der 7. Klasse beginnen der Berufsfindungsprozess sowie die Neigungsdifferenzierung in folgende vier Schwerpunktbereiche:
- fremdsprachlich
- naturwissenschaftlich-technisch
- musisch-künstlerisch
- sozialwissenschaftlich

In der Oberstufe (Klassen 9–10) werden die zweite Fremdsprache bzw. die Neigungskurse fortgesetzt, zusätzlich kommt die Teilnahme an einer teils jahrgangsübergreifenden Arbeitsgemeinschaft hinzu. Zur Berufswahlvorbereitung finden u. a. ein dreiwöchiges Betriebspraktikum, Ausbildungsberatung und Bewerbungstraining statt.

### Informationstechnik und neue Medien
Alle Klassenräume sind mit Internetanschluss ausgestattet. Zudem verfügt die Schule über zwei Computerräume mit jeweils 23 Computern. Außerdem bestehen an der Schule im Rahmen eines Pilotprojekts der Stadt Köln zurzeit sechs Laptop-Klassen (Stand 2019). Alle Schüler dieser Klassen besitzen einen privaten Laptop und werden in speziell ausgestatteten Klassenräumen unterrichtet, die jeweils über WLAN und Beamer verfügen. Es können bis zur 25 Schüler in einer Laptop-Klasse aufgenommen werden. Mittlerweile sind ein Viertel der Schüler in Laptop-Klassen angemeldet.
Interaktives Lernen wird durch den Einsatz von Moodle gefördert, und zwar durch kursorientierte Bereitstellung von Arbeitsmaterialien und Lernaktivitäten auf dieser virtuellen Lernplattform und deren entsprechende kooperative Nutzung durch die Schüler.

### Förderkonzept
Zum Förderkonzept der Schule gehören u. a. die fünfte Unterrichtsstunde in den Hauptfächern und zusätzliche Förderstunden. Außerdem sind an der Schule Tutoren tätig: Im Rahmen der GTI Godorfer Tutoren Initiative helfen besonders leistungsstarke Schüler der Jahrgangsstufen 9 und 10 den 5- und 6-Klässlern in Form von Kleingruppenarbeit. Für die Tutoren wird dabei zugleich das Konzept „Lernen durch Lehren“ umgesetzt.
Zu den weiteren Angeboten gehören u. a. Schülersprechtage, Lernverträge und Lesementoren.

### Ganztagsbetreuung, Beratungs- und Hilfsangebote
Im Rahmen der Ganztagsbetreuung gibt es u. a. die Möglichkeiten zum Mittagessen für alle Schüler und einer pädagogischen Übermittagsbetreuung mit Hausaufgabenbetreuung und anderen Aktivitäten, sowie nachmittags ebenfalls Hausaufgabenhilfe, Förderangebote und weitere Aktivitäten.
Die Schule verfügt über zwei Beratungslehrer, die fachliche und erzieherische Hilfen geben. Zum Beratungsangebot der Schule für die Schüler und deren Erziehungsberechtigte gehören u. a. Gewaltprävention, Jungen- und Mädchen-Förderung, sowie Berufswahlkoordination u. a. mit Hilfe eines „Berufswahlpasses“ für jeden Schüler.
Zu den weiteren Beratungs- und Hilfsangeboten an der Schule gehören u. a. Sporthelfer, Streitschlichter und Schulsänitäter.

## Arbeitsgemeinschaften und Projekte

### Schülerchor und Schulband
Im Bereich Musik bestehen mehrere Arbeitsgemeinschaften (AGs) und Projekte. So können seit dem Schuljahr 2002/03 Schüler der Klassen 5 und 6 im Unterstufen-Chor mitsingen. Ein Chor ab der Klasse 8 befindet sich gegenwärtig (2012) im Aufbau. Zusätzlich gibt es einen Lehrer-Schüler-Projektchor.
Darüber hinaus können alle Schüler, die ein Instrument spielen, an der Musik-AG teilnehmen, die als Band-Workshop organisiert ist. Zudem werden seit dem Schuljahr 2011/12 ein Instrumentalensemble in Form einer Gitarren-AG sowie eine Tanz-AG angeboten.

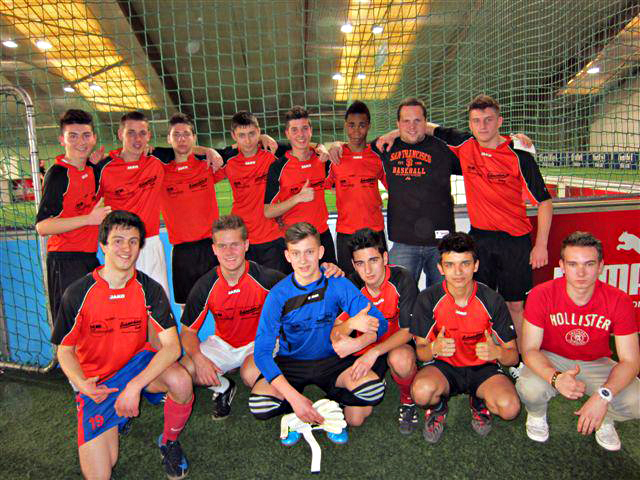
Die Fußballmannschaft der Schule 2011/12

### Schulmannschaft
2010 wurde die Jungen-Fußballmannschaft der Schule gegründet. Seitdem spielt sie u. a. in der deutschen Schul Liga, die als das „größte deutsche Hallenturnier für Schulmannschaften“ gilt. Das Team der Johannes-Gutenberg-Schule Godorf konnte sich in der Saison 2012 qualifizieren und nahm – in der Altersklasse U 17 (Jungen) – im Juni 2012 am offiziellen Bundesfinale der Liga in Wiesloch teil.

## Schulleben

### Schule und Öffentlichkeit
Die Schule unterstützt regelmäßig das 1993 gegründete, sozialmedizinische Ometepe-Projekt Nicaragua (POA) für die Einwohner der nicaraguanischen Nicaraguasee-Insel Ometepe, wie z. B. im Jahr 2009 durch Spendensammlung für das deutsch-nicaraguanische Hilfsprojekt mittels eines von ihr veranstalteten Sponsorenlaufs.
An der Schule besteht eine Schüler- sowie Elternvertretung (Schulpflegschaft).
Die langjährig erscheinende Schülerzeitung Kratzbürste kommt 1- bis 2-mal pro Jahr heraus.
Die Schulleitung gibt regelmäßig Elternbriefe heraus, in denen sie über aktuelle Entwicklungen an der Schule informiert. Außerdem erscheint jedes Schuljahr ein Jahrbuch der Schule. Die Schule betreibt eine umfangreiche Website, die von der Homepage-AG der Schule gestaltet und aktualisiert wird.

### Partnerschaft und Schüleraustausch
Beginnend ab dem Schuljahr 2012/13 wurde ein deutsch-französischer Schüleraustausch mit der Partnerschule „Collège Paul Éluard“ in Vénissieux, einem Vorort von Lyon, eingerichtet. Teilnehmen können Schüler der Jahrgangsstufen 7–9 mit fremdsprachlichen Schwerpunkt, d. h. Schüler dieser Jahrgangsstufen, die Französisch als zweite Fremdsprache lernen. Die deutsche Gruppe wird im Oktober 2012 nach Lyon fahren und der Gegenbesuch wird im Mai 2013 sein. In einer Arbeitsgemeinschaft werden gemeinsame deutsch-französische Projekte über „Moodle“ erarbeitet.

### Förderverein
An der Schule besteht ein gemeinnütziger Schulförderverein, der Förderkreis der Johannes-Gutenberg-Realschule e. V. Köln-Godorf. Der Förderverein unterstützt ideell und materiell schulische Vorhaben und Projekte, so förderte er z. B. die Ausstattung des zweiten Computerraumes und der Schülerbücherei sowie zahlreiche Anschaffungen, wie die neue Beschallungsanlage für die Aula, Musikinstrumente und Sportgeräte, Geräte für den Physik- und Informatikunterricht, Materialien für den Kunstunterricht und Sport- und Spielgeräte für die Pausengestaltung. Außerdem unterstützte er einzelne Schüler bei Klassenfahrten und leistete finanzielle Beiträge zu Projektwochen und Veranstaltungen in der Schule, wie Karneval und Weihnachten.